# 福田衣里子
福田 衣里子（ふくだ えりこ、1980年10月30日 - ）は、日本の元政治家。元衆議院議員（1期）。
薬害肝炎九州訴訟原告団代表、厚生労働省「薬害肝炎事件の検証及び再発防止のための医薬品行政のあり方検討委員会」委員を務めた。

## 経歴

### 生い立ち
1980年10月30日、長崎県長崎市に3人兄弟の末っ子として生まれる。幼少時代は父の仕事の関係でロンドンに在住していた。
1999年、長崎県立長崎西高等学校では空手部に所属するなど、スポーツに明け暮れていた。ちなみに空手は黒帯初段である。高校卒業後、母親の郷里にある広島修道大学人文学部人間関係学科心理学専攻に入学。学内の学生食堂でアルバイトをしていた経験もある。しかし「学ぶ意義が分からなくなった」と大学を休学し、3か月あまり単身でフランスに旅行した。この旅行でパンに感動し、パン屋開業の夢を抱き、帰国後は大学のある広島ではなく長崎のパン屋で「修行」をはじめた。
2010年、広島修道大学同窓会の同窓会員規定を充たしていることから、同窓会員に名を連ねることとなった。

### 薬害肝炎とのかかわり
2001年、国会では肝炎問題の追及が行われており、厚生労働省は血液製剤を血友病以外の患者に投与した可能性のある医療機関名を公表したばかりであった。このリストの中に福田が出生時に血液製剤を投与された病院があったため、両親にすすめられて4月に検査を受けたところ、C型肝炎ウイルスへの感染が判明した。翌2002年に大学を中途退学し、インターフェロン治療を開始した。
2004年4月に実名を公表し、薬害肝炎九州訴訟の原告となる。当初の裁判では原告団のごく一部しか訴訟が認められなかったが、講演活動の他、各種メディアに登場するなどして精力的な活動を続け、原告団全員に訴訟が認められるようになった 。
薬害肝炎の問題に携わっていく中で2006年ごろ、「悪しき政治によって命が奪われることはあるが、政治が正しく機能すれば多くの命が救える。それこそが政治の本来の使命だ」と思い、政治に関心を持ち始めた。
この間、二度目のインターフェロン治療を行い、ウイルス反応は陰性となり、経過観察の結果、肝炎は完治して飲酒が可能な状態にまでなった。

### 政治家として
山田正彦から打診があったことがきっかけとして、2008年9月18日、民主党の小沢一郎より第45回衆院選への出馬要請を受け、これを受諾。長崎2区に民主党公認候補として出馬する事が決定し、長崎市内で記者会見を開く。
薬害肝炎訴訟の原告に対する肝炎基本対策法案は2009年に民主党の審議拒否で廃案になったが、福田はこれを容認する発言（法案に国の責任を明記しなかった当時の与党自民党への不満など）を自身のブログにて行った。薬害肝炎の原告団はこの審議拒否について抗議声明を発表している。
2009年8月30日、第45回衆院選に長崎2区より出馬。薬害肝炎被害者としての自らの経験から、「『命』を奪うのも政治なら『命』を救うのも政治」と主張。自由民主党公認の久間章生から議席を奪い、28歳で初当選（一部報道では「エリのクマ退治」とも言われた）。小沢ガールズと報道される。久間は重複立候補した比例代表でも復活できなかった。
同年11月30日、鳩山内閣の下で、第173回国会において肝炎対策基本法（C型に限らず、全ての肝炎患者が救済の対象）が成立した。
2010年2月21日の長崎県知事選において、民主党・社会民主党・国民新党の3党が推薦した橋本剛を全面的に応援したが、橋本は前長崎県副知事の中村法道に9万票超の大差で敗れた。
同年7月の第22回参議院議員通常選挙でも、民主党公認の犬塚直史の応援に奔走。対抗馬の元長崎県知事・金子原二郎について「参院は知事の再就職先ではありません!」などと激しい批判を展開したが、犬塚は金子に大差で敗れた。
2010年に「民主党青年局」事務局次長に就任。2010年9月民主党代表選挙では小沢一郎を支持した。
2011年に「民主党国際局」副局長に就任。同年6月7日、民主党幹事長補佐に就任。
2012年の消費増税をめぐる政局では、消費増税法案の採決で棄権する意向を示していたが、6月26日の衆議院本会議前に宮崎岳志、福島伸享、熊田篤嗣、村井宗明らと記者会見を開いて反対を表明し、同法案の採決では、党の賛成方針に反して反対票を投じた（社会保障制度改革推進法案には賛成）。民主党は7月3日の常任幹事会で党員資格停止2カ月の処分とする方針を決定し、7月9日の常任幹事会で正式決定した。また、当選以来所属してきた厚生労働委員会を外され、沖縄及び北方問題に関する特別委員会に変更になった。
同年7月6日、消費増税関連法案の衆院採決で造反し党に残った当選1回の衆院議員12人と共に、政策研究会「真の一体改革を実現する一期生の会（略称、真実の会）」を結成し、代表世話人の一人となった。
同年8月10日、消費税増税法の成立を受け、真実の会として国会内で記者会見を行い、同年9月の民主党代表選で、現職の野田に対抗する独自候補の擁立に乗り出す意向を明らかにした。また、消費税増税法の成立について「極めて遺憾」などとした声明文を発表した。同声明文には、衆院議員20人に加え、参院議員3人（計23人）が名前を連ねた。
同年8月29日、「カネミ油症被害者の救済法案を実現する議員連盟」の発起人として関与してきた「カネミ油症被害者救済法」、民主党動物愛護対策ワーキングチームや動物愛護法改正議員連盟等で取り組んできた「改正動物愛護管理法」が共に成立。
同年10月18日、衆議院厚生労働委員会の理事に就任。
同年10月24日、不適切な使用が問題となっている復興予算を仕分けする「復興予算奪還プロジェクト」をメンバー（与野党の議員17人が参加）の一人として発足させ、会見を行った。その会見では「予算を付けた政府・与党の精査では甘くなる」と、外部の点検の意義を語っている。
同年10月30日、民主党総務委員会副委員長、政策調査会政調会長補佐に就任。
同年11月16日、衆議院解散とともに民主党に離党届を提出し（民主党は11月21日の常任幹事会で離党届を受理せず除籍処分とすることを決定した）、みどりの風へ合流した。なお、みどりの風は、滋賀県知事の嘉田由紀子が卒原発を旗印に結成した「日本未来の党」（以下、未来の党）に福田を含む党所属の衆議院議員3名を合流させる方針を示したため、2012年12月16日の第46回衆議院議員総選挙では未来の党から、比例近畿ブロック単独で（第14位）立候補したが落選した。
落選後、政界を引退した。ある永田町関係者は、もともと薬害肝炎で注目を集めていたところを民主党が強引に出馬させたこともあり、本人の議員バッジ（議員職の比喩）への執着心は薄かったのではないか、と発言している。

## 政治理念
- 「多くの『命』を奪うのも政治なら、多くの『命』を救うのも政治。」
  - 真に政治の力を必要としている人々に必要な力を届ける政治を。
  - 大きく強い声ばかりではなく、声なき声に耳を傾ける政治を。
  - 生きる力の弱い人が、生きる希望と喜びを感じることの出来る優しい国を。
  - 多様性が尊重され、誰もが孤立することのない包摂社会を。

## 政策
- 「社会福祉の充実」
  - 個々人に寄り添った、きめ細やかな社会保障施策の実施
  - 各地域の実情に応じた保育所・託児所等の整備により、働きながらであっても子育てしやすい社会の実現
  - 当事者を尊重する障がい者福祉政策の展開
  - 低所得者層に配慮し、支払い能力に応じた租税体系へ
  - 未来への投資の想いを込め、子ども・子育て支援などを中心とした現役世代に対する社会保障の拡充

- 「格差・孤立社会との決別」
  - 社会全体で「居場所とつながり」を提供することにより、貧困の連鎖を断ち切り、誰もが孤立することのない包摂社会の実現
  - 5つの格差（世代間格差、貧富の格差、地域間格差、官民格差、男女間格差）の是正

- 「持続可能な自然との共生社会の実現」
  - 脱原発社会の実現
  - 再生可能エネルギーを中心とした持続可能なエネルギー社会の構築
  - 自然と調和した環境に優しい循環型社会の構築

- 「誰もが安心して受けられる医療制度」
  - 世界に誇れる国民皆保険制度の堅持
  - 万が一、副作用被害が発生しても、速やかに適切な対応ができる医薬品市販後安全対策の強化
  - PMDA（医薬品医療機器総合機構）の体制強化、医薬行政監視の第三者組織創設などにより、国民から信頼される医薬行政の確立
  - 必要な医薬品・医療機器が、確かな安全性のもと、速やかに患者の手元に届く環境整備
  - 肝炎・がん患者らに対し、新たな治療法の開発や治療を受けやすい環境づくりのための支援
  - 医師・看護師の適正配置などにより、地域医療の崩壊を防止
  - 制度の狭間に置き去りにされやすい難病患者らに対する支援の拡充

- 「活力ある日本へ」
  - 早期のデフレ脱却と景気回復
  - 包括方式であるTPP（環太平洋パートナーシップ協定）ではなく、個別の分野ごとに国益に沿うかを丁寧に判断できるFTA（自由貿易協定）やEPA（経済連携協定）による自由貿易の推進
  - 日本アニメなど近年海外から注目されている文化資源の活用も含め、日本固有の観光資源を最大限に活用した国内・国際観光施策の実施
  - 医療・介護・新エネルギーなど新規・成長分野における積極的雇用の創出

- 「安全・安心な国民生活の確保」
  - 食料自給率を向上させ、安全・安心な食を推進
  - 非正規から正規職員への転換による雇用の質の向上により、安定した暮らしの実現
  - 偽薬や違法ドラッグの取り締まり強化や、薬害の再発を防止し、国民健康被害のない社会の実現
  - 国民の安全・安心を守る消費者行政の機能強化

- 「東日本大震災からの早急な復興」
  - 現場や当事者の声に基づいた復興支援
  - 一人ひとりの被災地に対する想いを行動につなげ、復興に向けた取組みを継続的に実施
  - 震災対応の教訓を踏まえた更なる危機管理体制の強化

- 「効率的かつ透明性のある行政へ」
  - 財源・権限・人をセットにした権限委譲により「中央集権から地域主権」への転換
  - 徹底した情報公開により、効率的かつ透明性のある行政運営へ
  - 政治家がリーダーシップを発揮し、実行性のある国家戦略の策定
  - 公務員の行動や能力が国益という観点から適切に評価され、人事に反映される人事制度の構築
  - 更なる官民人材交流の推進
  - 「新しい公共」の重要な担い手となるNPO等が自立して活動できるよう支援

- 「信頼され納得のできる政治の実現」
  - 「政局ではなく政策」を重視する政治の実現
  - 議員定数を削減する一方、政策スタッフを増員することにより議員の立法能力を強化
  - 企業・団体献金、政治家個人の政治資金パーティーの禁止
  - 国会日程の早期決定など透明性のある国会運営の実現

- 「世界恒久平和の実現」
  - 日米関係を基軸に、近隣アジア諸国とも信頼関係を構築し、世界恒久平和の実現に向けた平和外交を推進

## 人物
- 母の影響で始めた刺繍は展覧会を開くほどの腕前で、展示するだけのつもりで飾った作品が、来場者から懇願され完売したというエピソードがある。
- 身長は150センチ[35]と小柄なため、選挙運動の際は白い台で立って演説をした[要出典]。
- 当選以来、ほぼ毎週、地元長崎の選挙区に戻って活動を行い続けており、消費増税法案に反対して民主党執行部から受けた党員資格停止中の身であってもオブザーバーとして参加するなど、非常に真面目で粘り強い性格である。[36]
- 2012年5月、以前から顔見知りの一つ年下の男性と結婚。結婚相手は当初「会社員の一般男性」と報じられたが[37]、法務省に勤務するキャリア官僚であるという[38]。夫は現在、大阪市長・吉村洋文の下へ出向し大阪市特別顧問スタッフとして従事している[要出典]。

## テレビ
- 『ドキュメント'05 奪われた夢 薬害肝炎･･･エリコの青春』（日本テレビ、2005年5月22日） 薬害肝炎訴訟の原告として裁判に立ち向かう福田の姿を追ったドキュメンタリー。

## 著書
- 『It's now or never - 私は早く、C型肝炎とさよならしたい!』（書肆侃侃房、2006年2月）
- 『日本の薬はどこかおかしい!』鳥越俊太郎、中井まり共著（青志社、2008年7月）
- 『新版 It's now or never - 薬害C型肝炎と向き合って』（書肆侃侃房、2008年11月）
- 『がんばらんと! - 薬害に遭って、見えてきたこと』（朝日出版社、2009年2月）
- 『覚悟。』（徳間書店、2009年12月）